# Chloropoea lucretia
Chloropoea lucretia är en fjärilsart som beskrevs av Pieter Cramer 1779. Chloropoea lucretia ingår i släktet Chloropoea och familjen praktfjärilar. Inga underarter finns listade i Catalogue of Life.